# 渡辺延志
渡辺 延志（わたなべ のぶゆき、1955年 - ）は、日本のジャーナリスト、ノンフィクション作家。

## 来歴
福島県に生まれる。早稲田大学政治経済学部卒業。朝日新聞に勤務する傍ら、歴史資料の発掘に取り組む。新聞社では、主に学芸畑を歩む。
2013年、「松岡外交」の舞台裏とその内実を描いた『虚妄の三国同盟――発掘・日米開戦前夜外交秘史』を上梓した。
2015年10月から、朝日新聞神奈川版で「神奈川の記憶」を連載している。関連して、2018年11月から2019年1月にかけて、横浜市歴史博物館で「神奈川の記憶――歴史を見つめる新聞記者の視点」が開催された。
2021年、『歴史認識 日韓の溝』（ちくま新書）で第27回平和・協同ジャーナリスト基金賞を受賞。國學院大學非常勤講師。

## 著書
- 『虚妄の三国同盟――発掘・日米開戦前夜外交秘史』（岩波書店、2013年）
- 『GHQ特命捜査ファイル――軍事機密費』（岩波書店、2018年）
- 『神奈川の記憶』 (有隣堂[有隣新書]、2018年）
- 『歴史認識 日韓の溝』（ちくま新書、2021年）
- 『関東大震災「虐殺否定」の真相――ハーバード大学教授の論拠を検証する』（ちくま新書、2021年）

## 論文
- 「新聞記者から見る歴史像の現在」（『歴史評論』2011年2月号）
- 「731部隊――埋もれていた細菌戦の研究報告」（『世界』2012年5月号）